# 异蛙属
异蛙属（学名：Atopophrynus）是无尾目细趾蟾科下的一个属。它是單型的，只有一個品種异蛙 (Atopophrynus syntomopus)，也稱為松松蛙 (sonson frog)。在分類學上，它在 Brachycephaloidea 超科中的位置並不確定，雖然許多資料都將它歸入壯腹蛙科 (Craugastoridae) 。它是哥倫比亞的特有種，目前只知道其模式系列 (type series) 來自於安蒂奧基亞省哥倫比亞中部山脈的松松 (Sonsón)。

## 下属物种
本属包括以下物种：
- 异蛙 Atopophrynus syntomopus Lynch & Ruiz-Carranza, 1982